# John Hardin
John J. Hardin (1753 – 1792) va ser un soldat, tirador d'elit i caçador estatunidenc. Va ser ferit lluitant en la Guerra de Lord Dunmore; va servir en l'Exèrcit Continental en la Guerra Revolucionària dels Estats Units i com un Kentucky Co., com a comandant en la milícia de Virginia en la Northwest Indian War. Eras un membre de l'Església Metodista i va ser el primer jutge de l'aleshores Washington County, Virginia (més tard va esdevenir Washington County, KY). John Hardin va ser mort en una emboscada actuant com emissari de pau (sota la direcció del President George Washington) davant els amerindis shawnee.

## Biografia
Nasqué al Comtat de Prince William, Virgínia
Per la seva reputació com a tirador d'elit, es va demanar Hardin, l'any 1774, que s'unís al Capità Zack Moran per lluitar contra els amerindis hostils en la Guerra de Lord Dunmore
Durant la Guerra per la Indepèndència dels Estats Units (Revolutionary War), John Hardin va ser segon lloctinent en el 8è Pennsylvania Regiment, més conegut com "The Provisional Rifle Corps" (o Morgan's Rifles), i lluità a la Batalla de Freeman's Farm de Saratoga
L'agost de 1789, va dirigir una expedició militar contra els Shawneea a Terre Haute, Indiana
L'abril de 1792, el President George Washington va escriure a Hardin demanant-li que negociés la pau amb els Shawnee. A la zona de l'actual Shelby County, Ohio, John Hardin va sermort pels Shawnee

## Llegat

### Topònims
- Hardin County, Illinois.
- Hardin County, Kentucky.
- Hardin County, Ohio.
- La població de Hardin a Shelby County, Ohio on se suposa que va morir.[1]